# Irina Arkhipova
Pour les articles homonymes, voir Arkhipova.
Irina Konstantinovna Arkhipova (en russe : Ирина Константиновна Архипова), née le 2 janvier 1925 à Moscou, décédée en cette ville le 11 février 2010, est une chanteuse d'opéra soviétique et russe (mezzo-soprano, quelquefois contralto).

## Biographie
Elle est évacuée avec sa famille à Tachkent pendant la Grande Guerre patriotique. Elle se destinait d'abord à l'architecture avant de se consacrer à l'étude du chant, qu'elle fit au Conservatoire Tchaïkovski de Moscou notamment dans la classe de Leonid Savranski. En 1954, elle fit ses débuts comme soliste à Sverdlovsk au théâtre d'opéra et de ballet avant de devenir, en 1956, membre permanent de la troupe du théâtre du Bolchoï en tant que soliste. 
Elle accomplit plusieurs tournées internationales à partir de l'année 1955 en se produisant en Autriche, en Pologne, en Allemagne de l'Est, en Finlande, en Italie, en Hongrie, en Roumanie, en Tchécoslovaquie, en Bulgarie, aux États-Unis, au Japon, en France et au Canada.
Elle atteignit le zénith de sa carrière dans les années 1960 et 1970, au cours desquelles elle fut une star internationale, interprétant aussi bien le répertoire russe qu'italien. Son rôle dans Carmen atteint aussi la reconnaissance internationale. Elle interprète Marfa dans La Khovanchtchina de Moussorgski à La Scala en 1967 et en 1971, après avoir enregistré à plusieurs reprises ce rôle, le plus grand rôle de mezzo-soprano du répertoire russe. Son interprétation en 1972 sous la direction de Boris Khaïkine est toujours considérée comme inégalée.
En raison de sa voix rayonnante, de sa technique irréprochable et de sa grande expressivité dramatique, elle fut souvent comparée à sa cadette Christa Ludwig.
En 1992, elle se produit au Théâtre du Châtelet à Paris dans le rôle de la Nourrice, dans Eugène Onéguine de Tchaikovsky.
Elle est invitée en 1966 dans le jury du concours international Tchaïkovsky et à partir de 1968 préside le jury du concours Glinka. Elle fait partie dès cette époque de plusieurs jurys internationaux, dont celui du prix Mario Del Monaco en Italie ou celui de la reine Élisabeth en Belgique. À l'exception de l'année 1994, elle préside le jury du concours Tchaïkovsky à partir de 1974, pour les voix de solistes. 
Elle enseigne à partir de 1975 au conservatoire de Moscou, dont elle reçoit le titre de professeur en 1984. Dans les années 1980, elle se produit dans un cycle de concerts intitulé « Anthologie de la romance russe ». C'est la première à interpréter à Moscou dans les années 1980 l'Ave Maria de Caccini (composé anonymement en 1970 par l'auteur soviétique Vavilov). Elle le chante dans un arrangement qui nécessite la présence d'un trompettiste, en l'occurrence Timofeï Dockschitzer.
Elle est hospitalisée le 19 janvier 2010 à la clinique Botkine de Moscou à cause d'une attaque cardiaque. Elle y meurt le 11 février 2010. Elle est enterrée au cimetière de Novodiévitchy de Moscou (no 10). Elle laisse un petit-fils, Andreï (né en 1972), et une arrière-petite-fille, Irina.

## Répertoire au Bolchoï de Moscou
1956
- Carmen de Bizet — Carmen

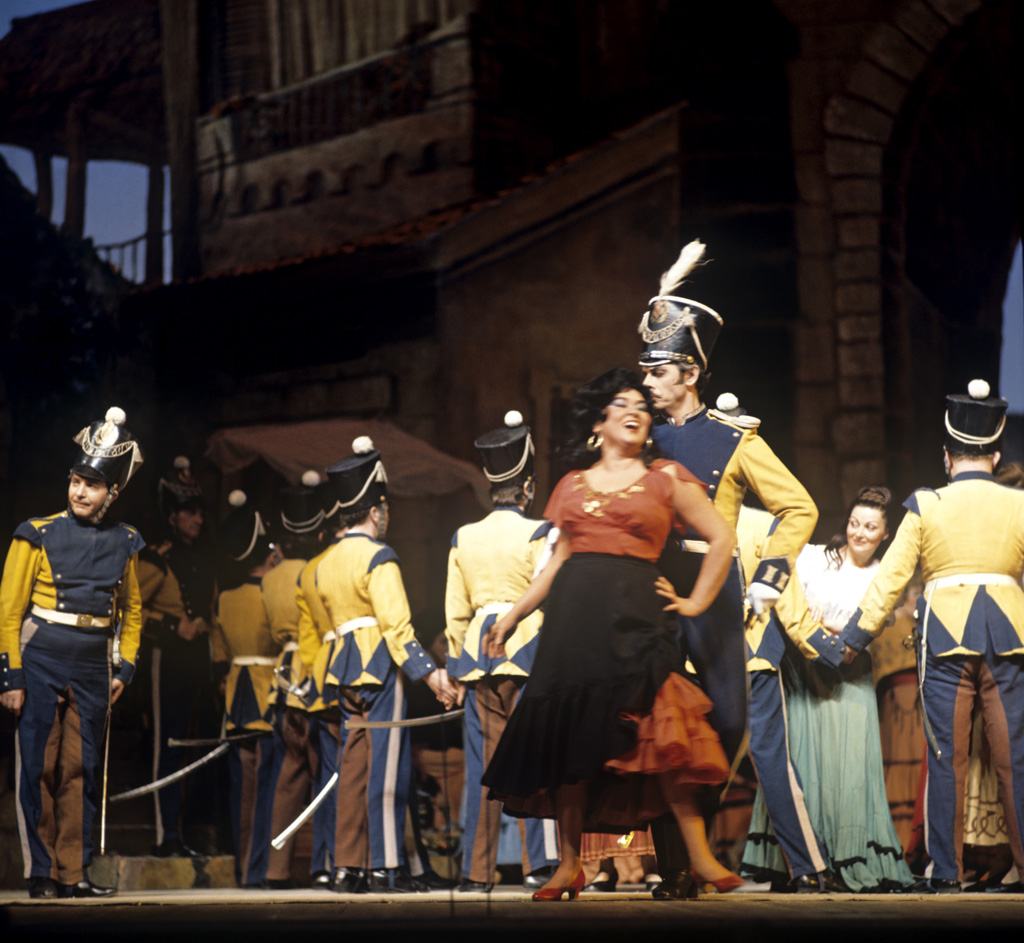
Irina Arkhipova dans Carmen avec Vladislav Piavko (José), en 1972.

- La Fiancée du tsar de Rimski-Korsakov — Lioubacha
- Aïda de Verdi — Amneris, fille du roi d'Égypte

1957
- Werther de Massenet — Charlotte
- La Mère de Khrennikov — Nilovna

1958
- Boris Godounov de Moussorgsky — Marina Mniszek
- L'Enchanteresse de Tchaïkovsky — la princesse Eupraxie
- Jenůfa de Janáček — la femme du diacre

1959
- La Khovanchtchina de Moussorgsky — Marfa
- Djalil de Jiganov — Hayat
- La Dame de pique de Tchaïkovsky —  Pauline
- Guerre et Paix de Prokofiev — Hélène

1960
- Histoire d'un homme véritable de Prokofiev — Claudia

1962
- Pas seulement l'amour de Chtchedrine — Varvara Vassilievna
- Falstaff de Verdi — Meg Page

1963
- Don Carlos de Verdi — Eboli

1965
- La Demoiselle des neiges de Rimsky-Korsakov — la fée Printemps

1967
- Mazeppa de Tchaïkovsky — Lioubov
- La Tragédie optimiste de Kholminov — la commissaire bolchévique

1974
- Le Trouvère de Verdi — Asucena

1976
- Sadko de Rimsky-Korsakov — Lioubava

1977
- La Dame de pique de Tchaïkovsky — la comtesse

1979
- L'Or du Rhin de Wagner — Fricka

1983
- Iphigénie en Aulide de Gluck — Clytemnestre

## Distinctions

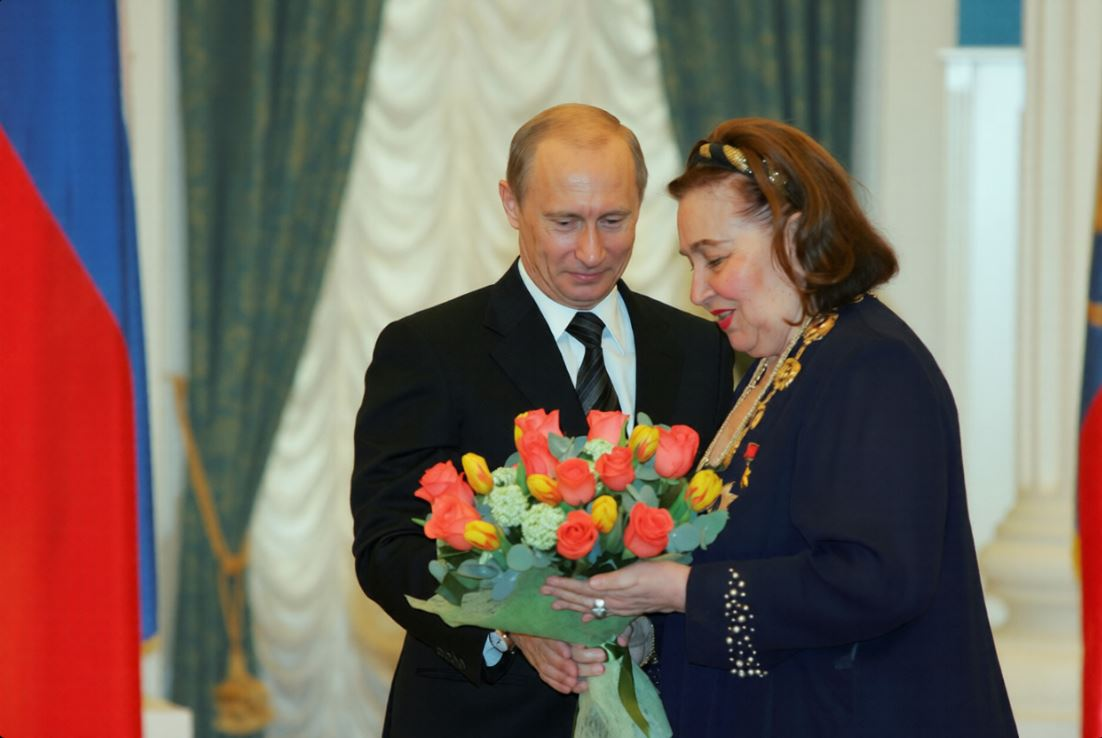
Irina Arkhipova reçoit l'ordre de Saint-André des mains du président Vladimir Poutine en 2005.

- Membre du parti communiste d'URSS à partir de 1963
- Artiste du peuple de la RFSR (1961)
- Artiste du peuple de l'URSS (1966)
- Député du Soviet suprême (1962-1966)
- Ordre de Lénine (1971, 1976, 1984)
- Ordre du Drapeau rouge du Travail (1980)
- Héros du travail socialiste (1984)
- Député du peuple d'URSS (1989-1991)
- Artiste du peuple de la république du Bachkortostan (1994)
- Prix d'État de la fédération de Russie (1996)
- Docteur Honoris causa de l'académie nationale de musique de Moldavie (1998)
- Récipiendaire de la médaille Pouchkine (1999)
- Présidente de l'Amitié Ouzbékistan-Russie
- Insigne du Mérite de la culture polonaise
- Chevalier de l'ordre de Saint-André (2005)

## Hommages
- Prix Lénine (1978)
- Prix et médaille Rachmaninov
- Prix d'État de la fédération de Russie (décerné en 1997)
- Prix « Casta diva » (1999)
- Prix de la mairie de Moscou dans le domaine de la littérature et de l'art (2000)
- Le festival international d'art lyrique « Irina Arkhipova », qui se tient tous les ans à l'Opéra de Samara, lui est dédié.

## Filmographie
- (ru) 2010 — « Irina Arkhipova. L'architecture de l'harmonie » — film documentaire, 2010, scénario : Olga Agamirova-Satz, réalisation : Nikita Tikhonov